# David Wrobel
David Wrobel (* 13. Februar 1991 in Stuttgart, Baden-Württemberg) ist ein deutscher Leichtathlet, der sich auf den Diskuswurf spezialisiert hat.

## Berufsweg
Wrobel ist Stabsunteroffizier in der Sportfördergruppe Frankenberg/Sachsen. Er ist Kaufmann für Bürokommunikation, Staatlich geprüfter Sportassistent

## Sportliche Karriere
Zunächst betrieb David Wrobel Turnen, Volleyball, Eishockey, Handball, Fußball, Tischtennis, Tennis, Schwimmsport, Sportschießen und konkurrierte in der Leichtathletik als Mehrkämpfer, bis er sich nach seiner Berufung in den C-Kader des Deutschen Leichtathletik-Verbandes (DLV) ausschließlich auf den Diskuswurf fokussierte.
2009 und 2010 holte Wrobel Bronze bei den Deutschen U20-Meisterschaften.
2011 kam er bei den Deutschen Meisterschaften der Aktiven auf den 6. Platz.
2013 wurde Wrobel Deutscher U23-Vizemeister und kam bei den U23-Europameisterschaften 8. Platz.
2015, 2016, 2017 und 2018 schrammte er bei den Deutschen Meisterschaften mit den Plätzen vier bis sechs jeweils am Podest vorbei.
2019 holte Wrobel Edelmetall und wurde Deutscher Vizemeister. Bei den Weltmeisterschaften kam er auf den 16. Platz.
2021 wurde Wrobel erneut Deutscher Vizemeister.
Wrobel ist im Perspektivkader des Deutschen Leichtathletik-Verbandes (DLV).

## Vereinszugehörigkeiten
Wrobel startet seit 2021 wieder für den VfB Stuttgart, zuvor startete er von 2014 bis 2021 für den SC Magdeburg, 2012 bis 2013 für die LG Leinfelden-Echterdingen, von 2010 bis 2011 erstmals für den VfB Stuttgart, 2009 für die TG Nürtingen und von 1997 bis 2008 für die LG Leinfelden-Echterdingen. Sein Heimatverein ist der TSV Musberg.

## Persönliche Bestleistungen
(Stand: 8. Oktober 2021)
Halle
- Diskuswurf 1,75: 50,45 m, Mannheim, 18. Januar 2009
- Diskuswurf 2,0: 60,94 m, Berlin, 14. Februar 2020

Freiluft
- Diskuswurf 1,5: 54,66 m, Pliezhausen, 12. Juli 2008
- Diskuswurf 1,75: 59,51 m, Heilbronn, 26. Juni 2010
- Diskuswurf 2,0: 65,98 m, Schönebeck, 18. Mai 2018
- Diskuswurf 2,0: 67,30 m, Halle/Saale, 15. Mai 2021

## Leistungsentwicklung
| Jahr | Diskus  |
| ---- | ------- |
| 2009 | 50,20 m |
| 2010 | 53,23 m |
| 2011 | 57,05 m |
| 2012 | 57,39 m |
| 2013 | 60,63 m |
| 2014 | 62,72 m |
| 2015 | 62,66 m |
| 2016 | 63,51 m |
| 2017 | 64,66 m |
| 2018 | 65,98 m |
| 2019 | 65,86 m |
| 2020 | 64,24 m |
| 2021 | 67,30 m |

## Erfolge
national
- 2009: 3. Platz Deutsche U20-Meisterschaften
- 2010: 3. Platz Deutsche U20-Meisterschaften
- 2011: 6. Platz Deutsche Meisterschaften
- 2013: Deutscher U23-Vizemeister
- 2015: 4. Platz Deutsche Meisterschaften
- 2016: 5. Platz Deutsche Meisterschaften
- 2017: 6. Platz Deutsche Meisterschaften
- 2018: 5. Platz Deutsche Meisterschaften
- 2019: Deutscher Vizemeister
- 2020: -
- 2021: Deutscher Vizemeister

international
- 2013: 8. Platz U23-Europameisterschaften
- 2015: 5. Platz Military World Games Mungyeong / Südkorea
- 2019: 16. Platz Weltmeisterschaften
- 2021: 22. Platz Olympische Sommerspiele Tokio